# FIBA Àsia
La FIBA Àsia és la confederació nacional d'associacions de bàsquet d'Àsia. És una delegació geogràfica de la FIBA per a tot el continent asiàtic.

## Membres
| - Afganistan - Bahrain - Bangladesh - Bhutan - Brunei - Cambodja - R.P. de la Xina - Hong Kong - Índia - Indonèsia - Iran | - Iraq - Japó - Jordània - Kazakhstan - Corea del Nord - Corea del Sud - Kuwait - Kirguizstan - Laos - Líban - Macau | - Malàisia - Maldives - Mongòlia - Myanmar - Nepal - Oman - Pakistan - Palestina - Filipines - Qatar - Aràbia Saudita | - Singapur - Sri Lanka - Síria - Tadjikistan - Tailàndia - Turkmenistan - Emirats Àrabs - Uzbekistan - Vietnam - Iemen |